# Club Deportivo Chivas USA
Club Deportivo Chivas USA var en professionell fotbollsklubb i Los Angeles (närmare bestämt i förorten Carson) i Kalifornien i USA som spelade tio säsonger i Major League Soccer (MLS) 2005–2014.
Klubben skapades för att efterlikna den populära mexikanska klubben Club Deportivo Guadalajara, som har smeknamnet Chivas (getter). Klubben hade en latinamerikansk prägel och vände sig företrädesvis till mexikan-amerikaner i Los Angeles med omnejd som av tradition har sett mexikansk fotboll. Dessutom var spanska huvudspråket i klubben. Klubbens färger var rött och vitt.

## Historia
Klubben grundades den 2 augusti 2004 och gjorde sin första säsong i MLS 2005. Den ägdes ursprungligen av mexikanerna Antonio Cué och Jorge Vergara, som också ägde Club Deportivo Guadalajara.
Redan under klubbens tredje säsong, 2007, vann man Western Conference, och man gick till slutspel fyra år i rad 2006–2009. Man nådde dock aldrig längre än semifinal i Western Conference. Under åren 2010–2013 kom klubben sist eller näst sist i Western Conference och publiksiffrorna sjönk till ett snitt under 10 000 åskådare.
I US Open Cup nådde klubben som längst semifinal två gånger.
Klubben spelade i Concacaf Champions League en gång, 2008/09, men åkte ut direkt mot Tauro från Panama.
Inför 2014 års säsong köptes klubben av MLS och efter säsongen upplöstes klubben. Bara några dagar senare tillkännagav MLS att en helt ny klubb i Los Angeles, Los Angeles FC, skulle bildas.
Under hela sin existens delade klubben hemmaarena med lokalkonkurrenten Los Angeles Galaxy. Arenan hette först Home Depot Center, men bytte senare namn till StubHub Center.